# Tirupati
Tirupati là một thành phố và khu đô thị của quận Chittoor thuộc bang Andhra Pradesh, Ấn Độ.

## Địa lý
Tirupati có vị trí 13°39′B 79°25′Đ / 13,65°B 79,42°Đ Nó có độ cao trung bình là 162 mét (531 feet).

## Nhân khẩu
Theo điều tra dân số năm 2001 của Ấn Độ, Tirupati có dân số 227.657 người. Phái nam chiếm 52% tổng số dân và phái nữ chiếm 48%. Tirupati có tỷ lệ 75% biết đọc biết viết, cao hơn tỷ lệ trung bình toàn quốc là 59,5%: tỷ lệ cho phái nam là 82%, và tỷ lệ cho phái nữ là 69%. Tại Tirupati, 10% dân số nhỏ hơn 6 tuổi.